# Quintaneta de la Corona
La Quintaneta de la Corona és un paratge de camps de conreu del terme municipal de Sant Quirze Safaja, de la comarca del Moianès.
Estan situats al nord de la masia de la Corona, a ran mateix del límit amb el terme municipal de Castellcir. Formaven les quintanes -conjunt de camps de conreu situats a prop de la masia a la qual pertanyen- d'aquest mas. Estan situats al capdamunt del vessant nord-oest de la Serra de Barnils, a l'esquerra del Tenes i al sud-oest de les masies de Serratacó i Serracarbassa.